# Maylen Bergström
May Lilian Bergström, känd som Maylen Bergström, ogift Johansson, född 1 mars 1941 i Halmstad i Hallands län, är en svensk skådespelare, sångerska och danspedagog.
Maylen Bergström är dotter till lantbrukaren Rune Johansson och Elin Karlsson, som tillhörde Långarydssläkten, samt syster till sångerskan Beryl Kornhill.
Bergström kom till Stockholm i början av 1960-talet där kulturliv kom att få en central roll i hennes liv, bland annat som sångerska och teaterskådespelare. Engagerad vid den nyöppnade Pistolteatern medverkade hon vid julspel 1964 och spelade mot Åke Hammarström i Frälsningsmöte 1965, regisserad av Bertil Schütt.
Som sångerska medverkade hon i radions Ung svensk ton 1966 och samma år på teatern Narren vid Gröna Lund i ett musikaliskt narrspel i fyra sekler under titeln Ur svenska hjärtans djup. Hon och Thorbjörn Munthe-Sandberg var sångsolister i ett julspel av Ivo Cramér under rubriken Jesaja, ett beställningsverk för TV 1967. Hon medverkade med sång i radioprogrammet Pepparkorn 1967.
Hon hade en av titelrollerna i George Gershwins Porgy and Bess på Stockholms stadsteater 1969, där hon spelade mot Gösta Bredefeldt.
Mellan 1969 och 1972 utbildade hon sig till danspedagog på Balettakademien. Vidare har hon skrivit olika syntolkade filmmanus och läst in en rad ljudböcker.
Maylen Bergström var 1960–1963 gift med läraren Lennart Bergström (1933–2013) och 1966–1988 sambo med Ahmadu Jah (1936–2018). Tillsammans med den senare fick hon dottern Titiyo (född 1967), sångerska, och sonen Cherno Jah (född 1972), hiphopmusiker.